# Populus ilicifolia
Populus ilicifolia (Choupo do rio Tana) é uma espécie de árvore do gênero Populus, pertencente à família Salicaceae. Pode ser encontrada no Quênia e na Tanzânia, e é a mais meridional de seu gênero no mundo. Está ameaçada por conta da destruição de seu habitat.